# 颈甲

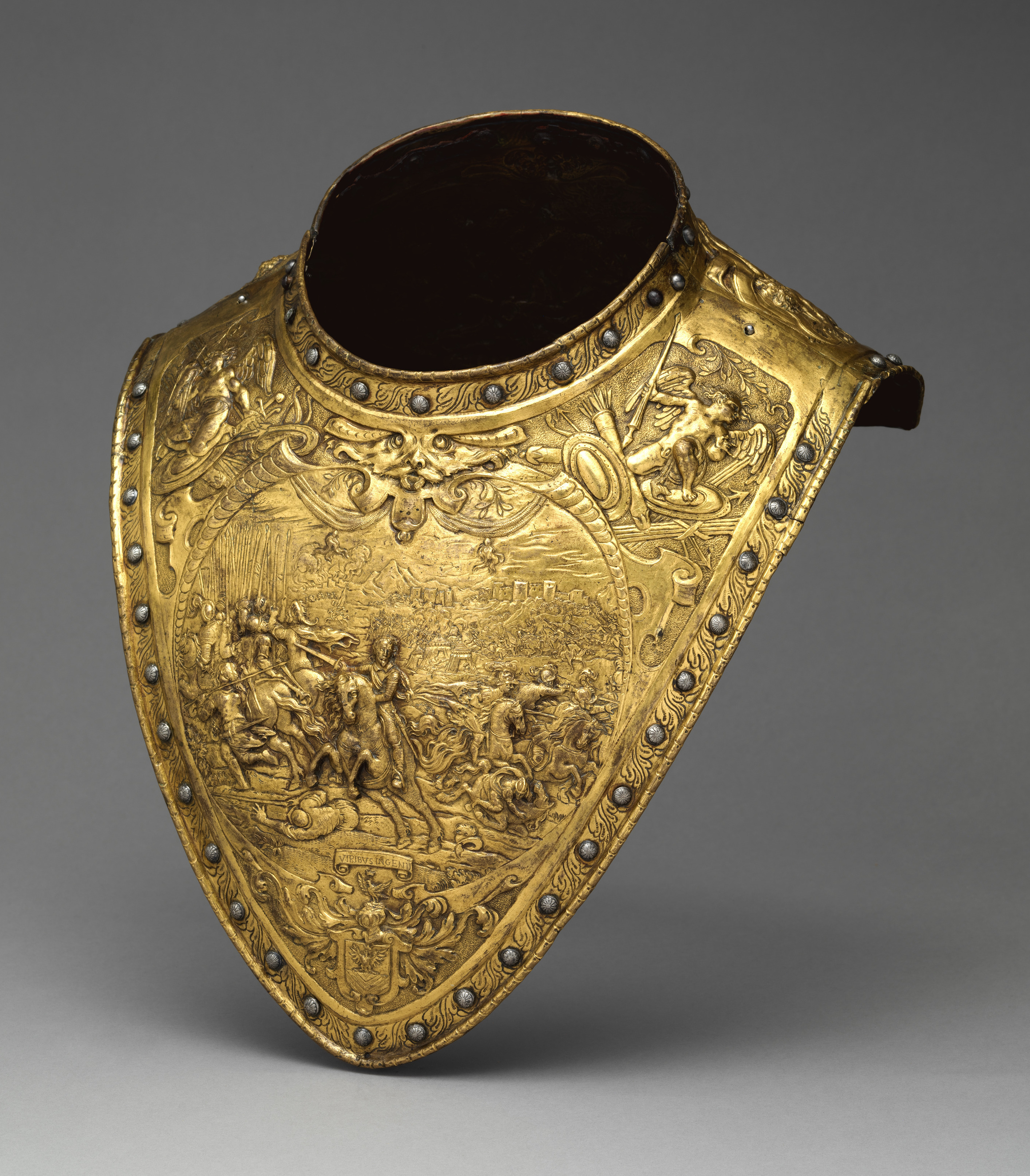
颈甲

颈甲是指咽喉部位的钢制或皮革领子。从18世纪起，颈甲基本只剩装饰作用，成为部分军装上的象征性配件，这一用法至今存留于部分国家军队中。不過後來美國陆军和海军陆战队开始重新启用有实用功效的颈甲。